# Supetar
Supetar város és község Horvátországban, Split-Dalmácia megyében. Brač sziget fővárosa.

## Fekvése
Splittől 16 km-re délkeletre Brač sziget északi oldalán, az azonos nevű öbölben fekszik. Könnyű megközelíthetősége, valamint hangulatos kikötője, utcái, szállodái, vendéglői és homokos strandja miatt kedvelt üdülőhely. Itt található a sziget kompkikötője, melyen keresztül menetrendszerű hajóforgalom köti össze a közeli Split városával.

## A község települései
Közigazgatásilag Supetar városán kívül Mirca, Splitska és Škrip települések tartoznak hozzá.

## Története
Supetar helyén bizonyíthatóan legkésőbb a 6. században, valószínűleg azonban már ennél sokkal előbb kialakult az első emberi település, melynek a 6. században már nagyobb keresztény közössége volt. Minderről a mai plébániatemplom helyén talált, 1974 és 1979 között feltárt és konzervált ókeresztény bazilika maradványa tanúskodik. A háromhajós ókeresztény templom különösen kitűnik a sziget vele egykorú szakrális épületei közül gyönyörű mozaikpadlójával. A maradványok ékes bizonyítékai a keresztény hit elterjedésének a szigetnek ezen az északi oldalán. A késő ókori, kora középkori települést valószínűleg a népvándorlás vihara söpörte el, hogy aztán majdnem ezer évig ne alakuljon ki település a Brač sziget északi partjának ezen a részén.
Supetar lakott helyként történő első írásos említése 1423-ból való, 1516-ban pedig a közeli Nerežišća kikötőjeként tűnik fel az írott forrásokban. Nerežišća ebben az időben és egészen a 19. századig a sziget legnagyobb települése, egyházi és világi központja volt. A tengerparti települések középkori kialakulását akadályozta az a bizonytalanság, melyet a kalózok megújuló rajtaütési okoztak a part menti területeken. Ez a körülmény, valamint az a tény, hogy kívül esett a legfontosabb hajózási útvonalakon a sziget gazdasági fejlődését is hosszú ideig hátráltatta. G. Giustinian velencei hivatalnok írja 1553-ban, hogy a Brač sziget települései a sziget belsejében vannak, de már hét öbölben (köztük minden bizonnyal a Supetariban is) lakóházak is találhatók. Az új település és kikötője nevét a Szent Péter tiszteletére szentelt ókeresztény bazilikáról kapta. A név a latin Sanctus Petrus név horvát megfelelőjéből a Sveti Petarból a nép ajkán rövidült a mai Supetar alakra. Augustis Valier pápai vizitátor 1579-ben látogatta meg a települést. A településen akkor már mintegy hatvan ház állt, melynek hívői a Donji Humac-i plébániához tartoztak. A helyi lakosság új templom építésébe kezdett, melyet nem sokkal azelőtt fejeztek be. 1597 júniusában már annyira fejlődött, hogy az akkori püspöktől Petar Cedulintól saját plébánia alapítását kérte. A plébánia de facto alapítása 1604-ben, jogilag azonban csak 1612-ben, az akkori Donji Humac-i plébános elhunytával történt meg. A velencei uralomnak 1797-ben vége szakadt és osztrák csapatok vonultak be Dalmáciába. 1806-ban a sziget az osztrákokat legyőző franciák uralma alá került, de Napóleon lipcsei veresége után újra az osztrákoké lett. Supetar 1827 óta a sziget fővárosa. 1918-ban az új szerb-horvát-szlovén állam, majd később Jugoszlávia része lett. A második világháború idején a Független Horvát Állam része volt. A háború után a szocialista Jugoszláviához tartozott. A település 1991 óta a független Horvátország része. 2011-ben a településnek 3213 lakosa volt.

## Népesség
| Lakosság változása | Lakosság változása | Lakosság változása | Lakosság változása | Lakosság változása | Lakosság változása | Lakosság változása | Lakosság változása | Lakosság változása | Lakosság változása | Lakosság változása | Lakosság változása | Lakosság változása | Lakosság változása | Lakosság változása | Lakosság változása |
| ------------------ | ------------------ | ------------------ | ------------------ | ------------------ | ------------------ | ------------------ | ------------------ | ------------------ | ------------------ | ------------------ | ------------------ | ------------------ | ------------------ | ------------------ | ------------------ |
| 1857               | 1869               | 1880               | 1890               | 1900               | 1910               | 1921               | 1931               | 1948               | 1953               | 1961               | 1971               | 1981               | 1991               | 2001               | 2011               |
| 1.656              | 1.701              | 1.774              | 1.795              | 1.829              | 1.757              | 2.637              | 1.440              | 1.303              | 1.384              | 1.422              | 1.486              | 2.060              | 2.568              | 3.016              | 3.213              |

## Nevezetességei
- Az Angyali üdvözlet tiszteletére szentelt plébániatemploma[4] az ókeresztény bazilika alapfalain kezdték építeni a település első lakói a 16. század második felében. 1579-ig csak egy kápolna, tulajdonképpen egy fedett oltár állt ezen a helyen, melyre 1603-ban készítették az aranyozott szentségtartót, hogy az oltáriszentséget helyben lehessen őrizni. Az épület bővítése 1605 júniusában kezdődött. 1604-ben megalapították a supetari plébániát, de teljes elismerésére csak 1612-ben került sor. A templomot az 1627-es egyházlátogatás során írják le először. Eszerint boltozott apszisa volt, melyet a hajótól két kőlépcső választott el. A főoltár képe az Angyali üdvözletet ábrázolta aranyozott keretben, oldalt Szent Péter és Pál apostolokkal. Az apszis íve alatt a szokásos feszület állt. A templom további részeit nem boltozták. Három bejárata volt, a főbejárat nyugatról nyílt. Körülötte kőfallal övezett temető volt. 1668-ban Andreis püspök már arról ír, hogy a templom Szent Péter tiszteletére van szentelve. 1721-ben Asperti püspök engedélyévek a templomot délkeleti irányban bővítették. 1729. október 16-án az épületet tűz pusztította, mely után újjá kellett építeni. Az építés 1733-ban fejeződött be, felszentelését amint az a déli sekrestyében befalazott táblán olvasható 1738. május 11-én Cezar Bonaiuti hvar-brači püspök végezte. A templomot a hívek növekvő száma miatt 19. század első felében már ismét bővíteni kellett volna, de erre csak 1887-ben került sor. Az évszám az új apszis boltívének zárókövén olvasható. A templom háromhajós, az oldalhajókat a főhajótól oszlopsor választja el. Homlokzatán a három bejárat felett egy-egy szobor, a homlokzat közepén nagy körablak, felül kőkereszt látható. Az apszis mellett a déli oldalon áll a velencei campanile típusú, piramis záródású harangtorony, mely 1876-ban készült el. A templom udvarán Petar Jakšić szobrászművész Teréz anya szobra látható. Az épülethez lépcsősor vezet fel.
- A Szent Márton templom[5] pontos építési ideje nem ismert, de 1760-ban már bizonyosan állt. Egyszerű kőépület homlokzatán körablakkal, felül három harang számára készült harangtoronnyal, melyben ma csak egy harang látható. Ma kiállító teremnek van berendezve, Tomislav Ostoja 42 szobra és 10 képe látható benne, Alojzije Stepinac bíboros érsek 290 cm magas szobrának gipszmodelljével. Ebből a templomból származik a plébánia múzeumában látható Levétel a keresztről című festmény.
- A Szent Miklós templomot[6] a 17. században építették az azonos nevű félszigeten. A korabeli források szerint 1645-ben még épülőfélben volt, 1673-ban pedig már a bővítését említik. Oltárképét 1876-ban Bécsben vásárolták, ma a 18.-19. században készített oltárral együtt a plébánia múzeumában látható. Az épületet 2000-ben teljesen megújították, ennek során az itt lévő régi szobrokat és képeket a plébánia múzeumába vitték át. Az épületet ma Szent Miklós és Szent Teréz szobrai, valamint az oltár mögötti feszület díszíti.
- A Szent Rókus templom[7] építésére 1630-ban kapott engedélyt a supetari Juraj Tironi. A kis templom a Nerežišća felé vezető út mellett a Počivala nevű dombon épült fel. Amint az a bejárat felett olvasgató a templom két év múlva 1632-ben már állt. Az 1784-es pestisjárvány után a település lakói fogadalomból minden év májusának első napján a szent szobrát körmenetben vitték a Szent Rókus templomból a plébániatemplomba, ahonnan 3-án került vissza. Ez a hagyomány a mai napig is él. A templomot valamikor a 19. század végén felújították és bővítették. A nevezetes szobron kívül a templomban még két 19. századi festmény látható, melyek Szent János apostolt és Szent Györgyöt ábrázolják.
- A Szent Lukács templom[8] Supetar és Doni Humac között félúton található. A supetari plébánia legrégibb szakrális épülete a 11. század végén, vagy a 12. század első felében épült. Egyszerű, kis méretű épület. Érdekesség, hogy a bejárattól balra nyugati falon vitorláshajó vakolatba karcolt rajza látható. A templomot a 16. század végétől említik az írott források. Az épületet 2000-ben a kulturális minisztérium és Supetar város támogatásával szépen rendbehozták.
- A supetari plébánia szakrális tárgyakból álló gyűjteményét 1991-ben nyitották meg a közönség előtt. A gyűjtemény az ókori szarkofágoktól a velencei reneszánsz művészet 16.-18. századi alkotásain át a 20. század elejének fogadalmi képeiig számos művészeti alkotásból áll. Említésre méltók a plébániatemplom építésének eredeti dokumentumai, a régi anyakönyvek, a 17. és 18. századi misekönyvek, a 18. és 19. századi miseruhák és három 15. századi gótikus-reneszánsz oszlopfő. A szakrális tárgyú művek közül 16.-18. századi késő barokk szobrok, ezüst liturgikus tárgyak, egy 17. századi szenteltvíztartó és ezüst körmeneti kereszt, 18. századi úrmutató, 17.-19. századi ereklyetartók láthatók. A tíz festmény közül két reneszánsz és két késő barokk, illetve 19. század végi alkotást kell megemlíteni. A múzeum bejáratánál Petar Jakšić szobrászművész Szent Viktor szobra látható.
- A plébániatemplom előtti téren áll az ún. Leroj-torony.[9] Zömök, négyszögletes alaprajzú épület, felső részén órával. A 18. században épült óratorony egyedülálló városi együttest alkot, plébániatemplommal és harangtoronnyal.
- Az alapiskola épülete[10] 1901-ben épült a plébániatemplom előtti téren. Először a nyugati oldal egy része épült meg, majd 1903-ban elkészült a három emeletes, gazdagon díszített déli neoklasszicista főhomlokzat. Az északi oldal 1924-ben készült el.
- A Sveti Nikola-félszigeten hangulatos temető található érdekes sírköveivel és a fehér kupolás, neobizánci stílusú Petrinović-mauzóleummal[11] benne Toma Rosandić dalmáciai szobrász Krisztus sírbatétele című domborművével. Az ókori emlékek közül két ókeresztény szarkofágot és egy 6. századi villa rustica maradványait találhatjuk még itt.
- A település közelében található a Kopačina-barlang, melyben újkőkori leleteket is találtak.

## Gazdaság
A helyi gazdaság legfontosabb bevételi forrása a turizmus. A településen számos szálloda és magánszállás található.

## Kultúra
A településen nagy hagyománya van a zenekari kíséret nélküli énekkaroknak, melyek már a 19. század közepe óta ismertek. Ma három ilyen énekkar működik a városban: a már több mint harminc éve tevékeny „Vala” férfikar, valamint az „Alegrija” és a „Pupe” női karok.

## Oktatás
A városban alapiskola és a „Brač” középiskola működik.

## Sport
A város sportegyesületei: 
- ”Supetar” vízilabdaklub
- ”Jadran” labdarúgóklub
- „Arbun” víz alatti sportklub
- ”Supetar” bocsaklub
- „Brač” karateklub
- ”Supetar” vitorlásklub

## Galéria

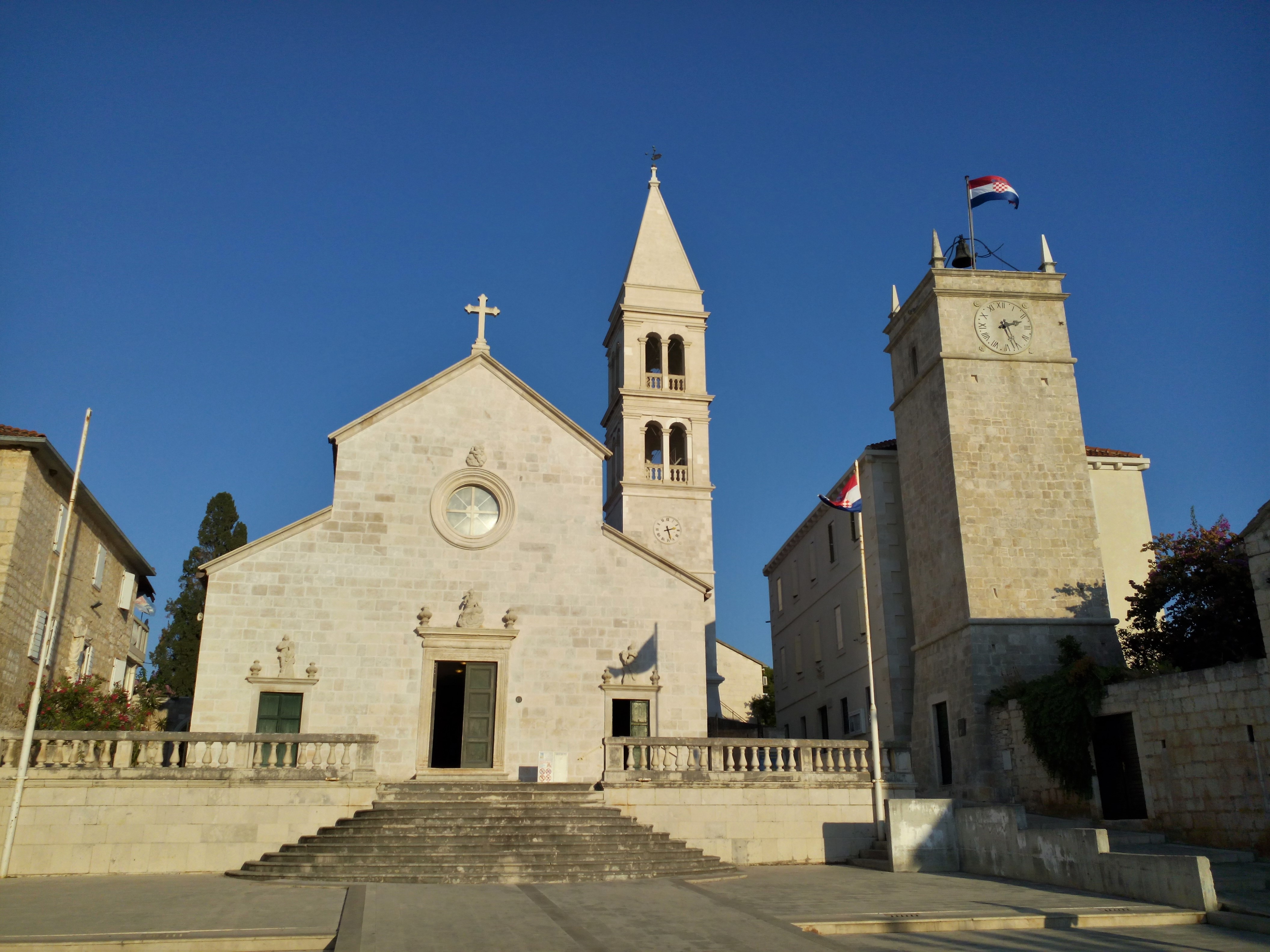
Az Angyali üdvözlet plébániatemplom
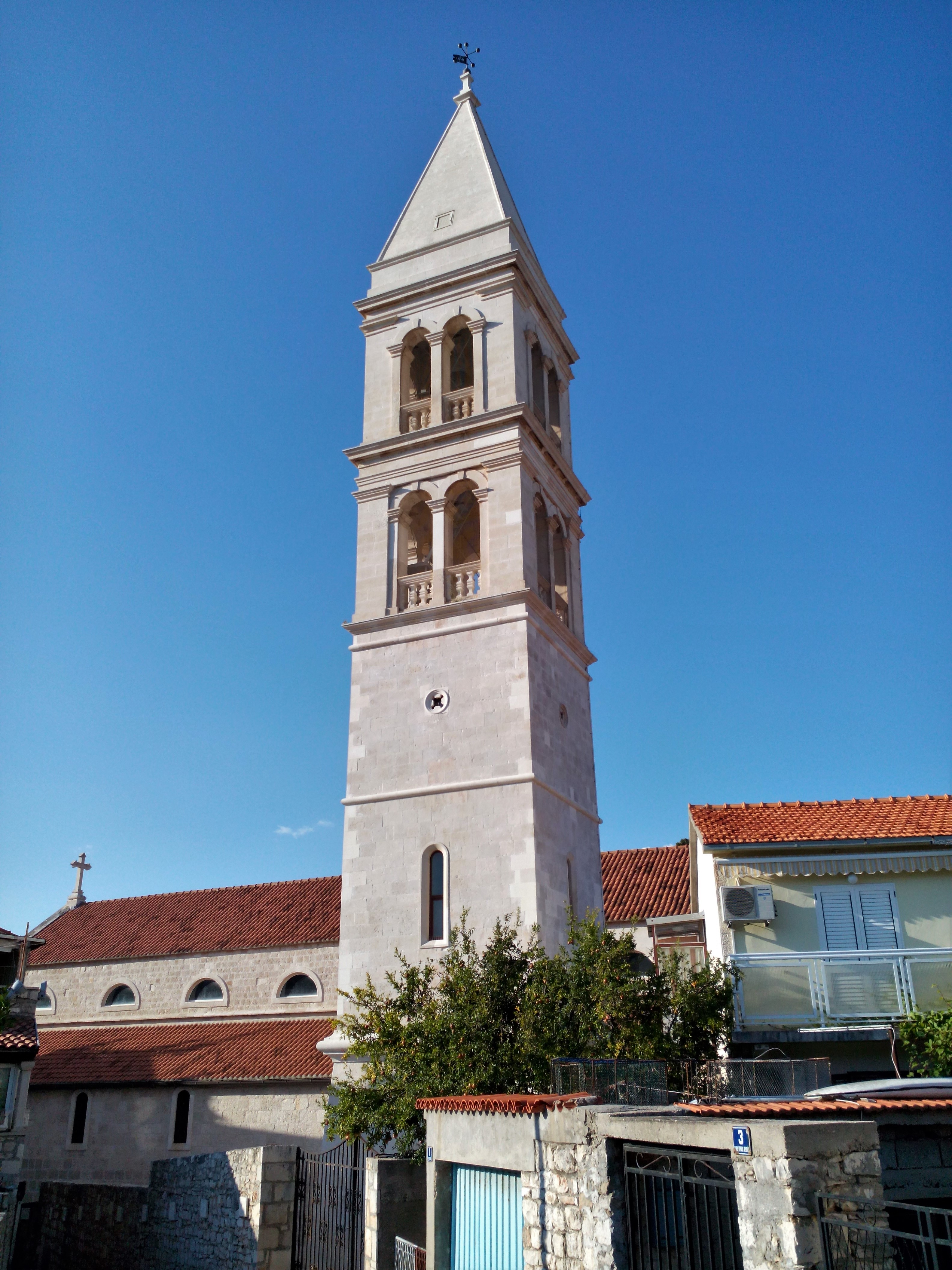
A plébániatemplom harangtornya
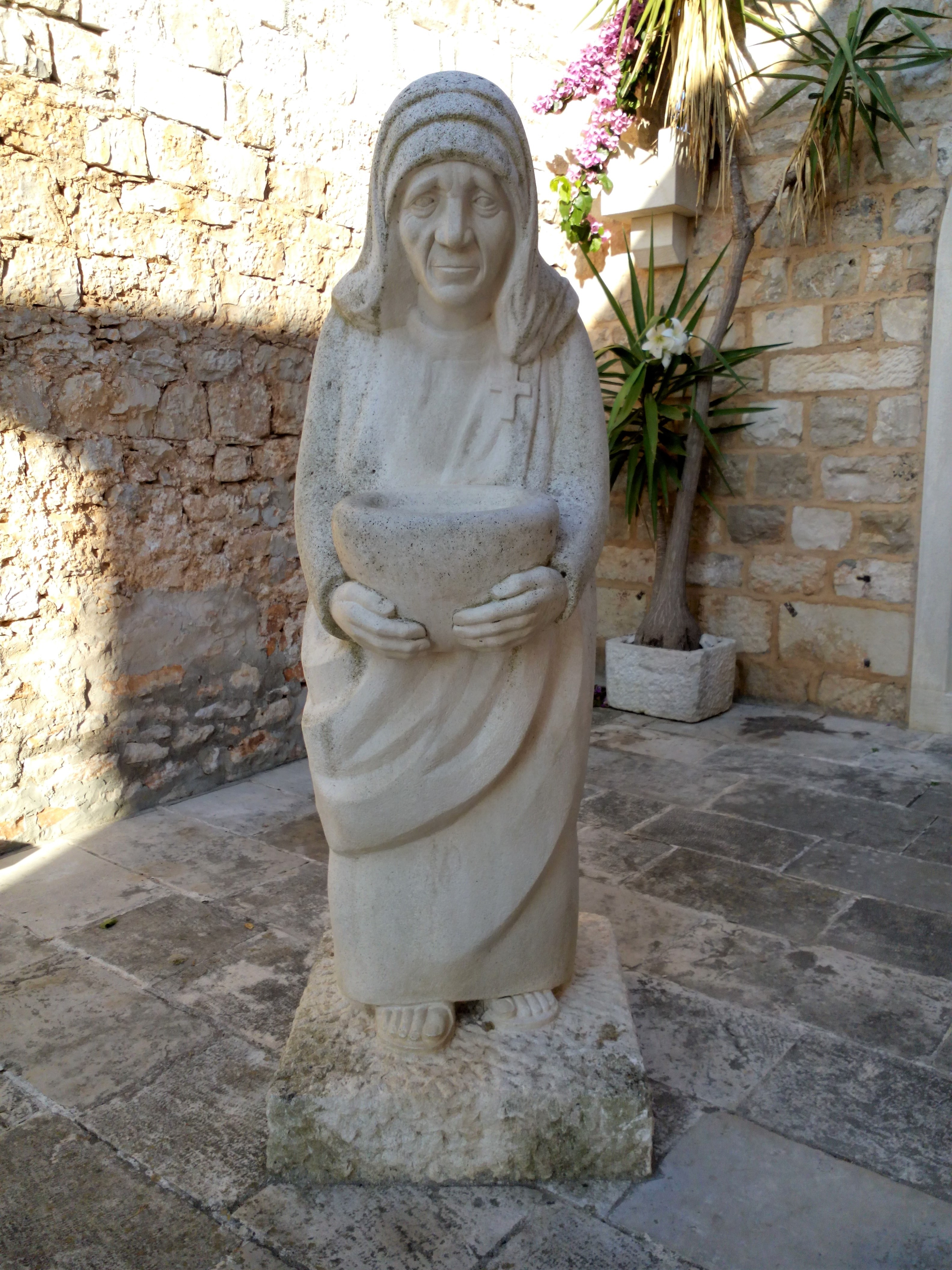
A plébániatemplom udvara Teréz anya szobrával
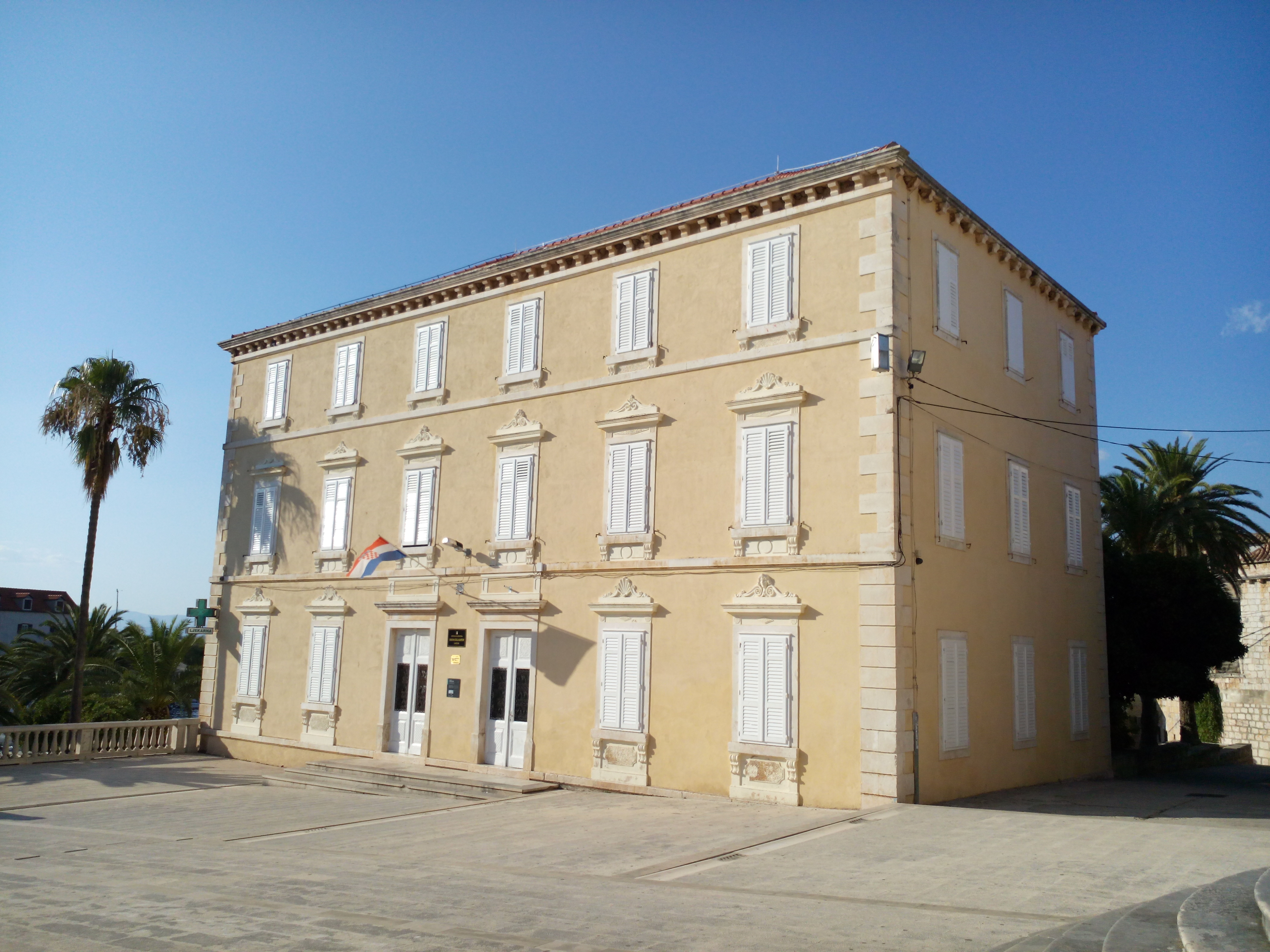
Az alapiskola épülete
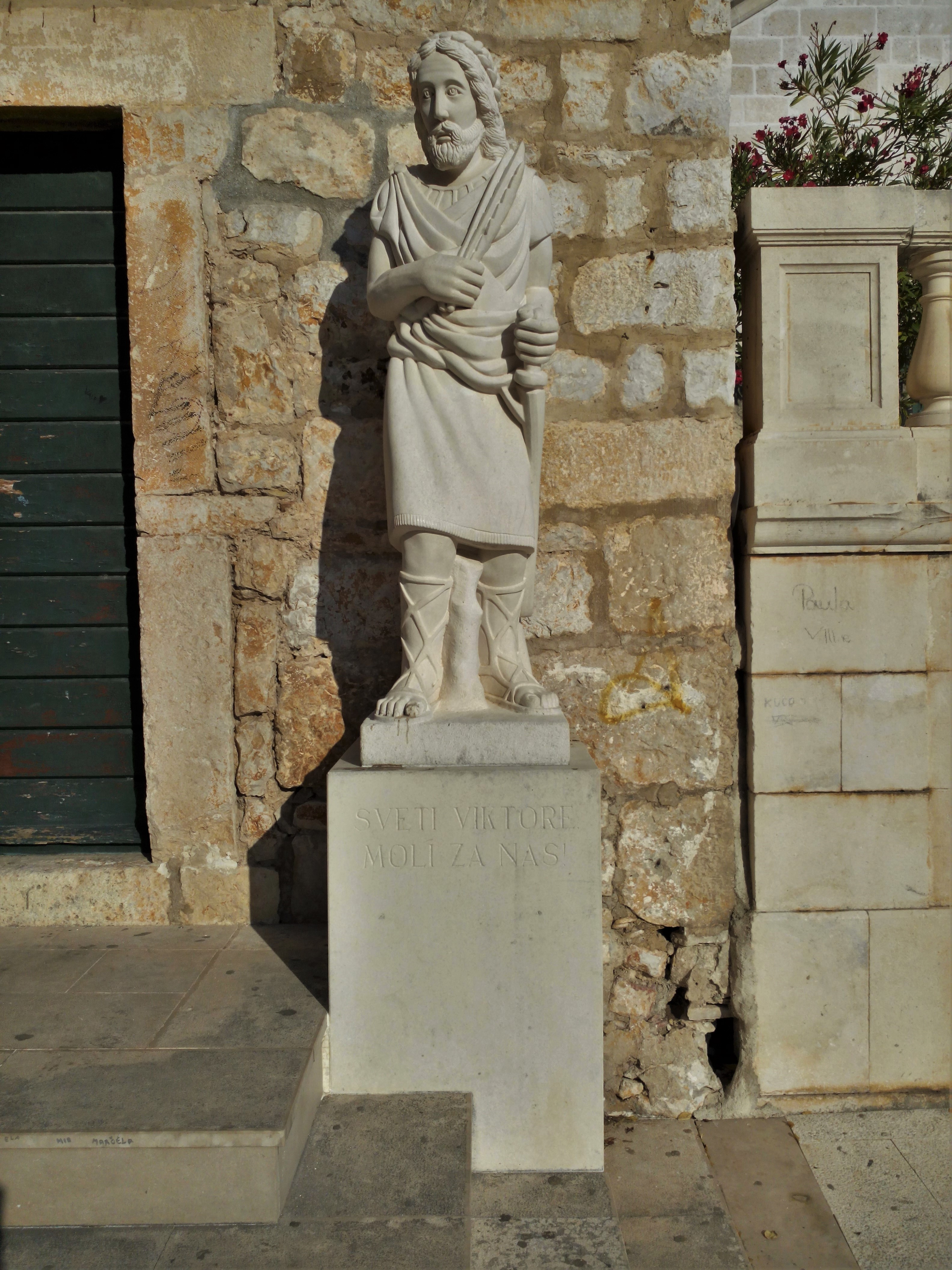
Szent Viktor szobra
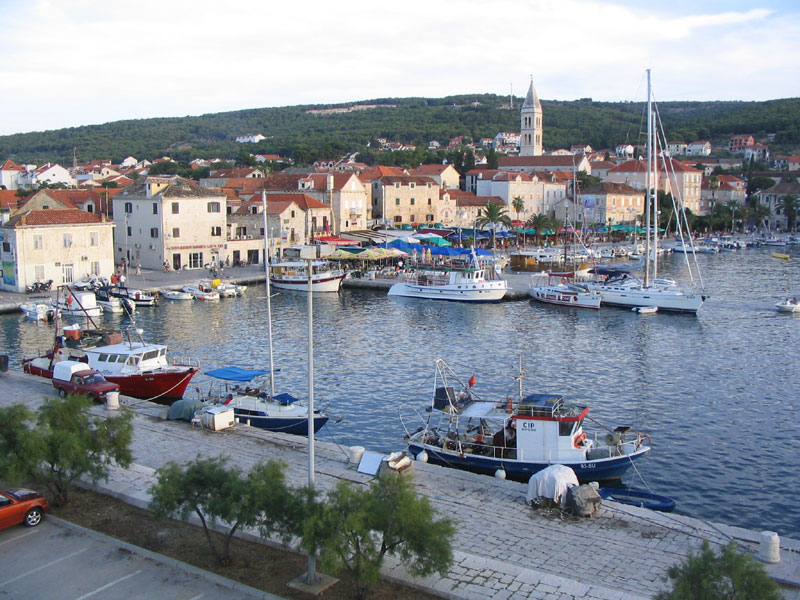
Látkép a kikötőből
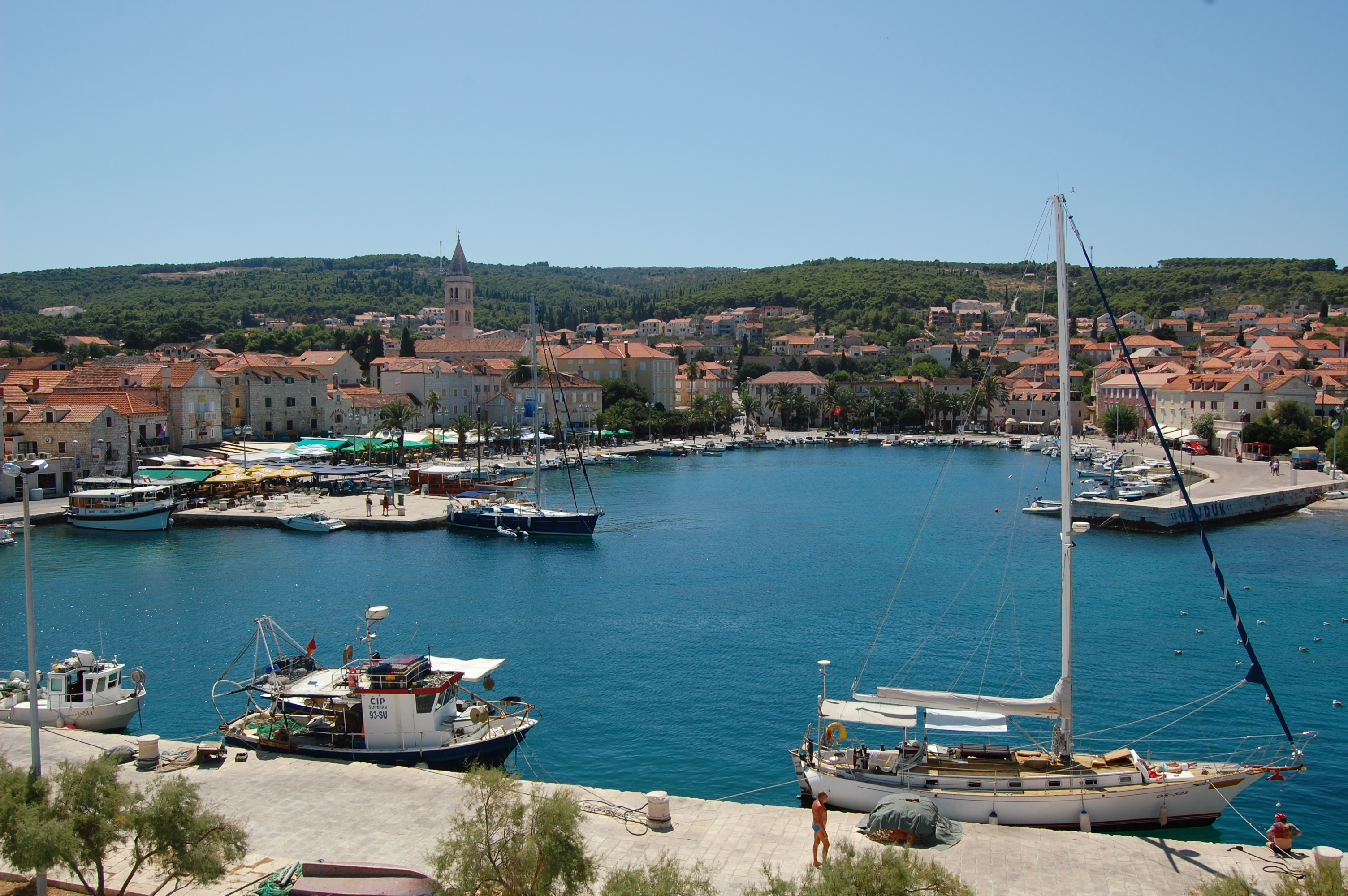
Kikötői látkép
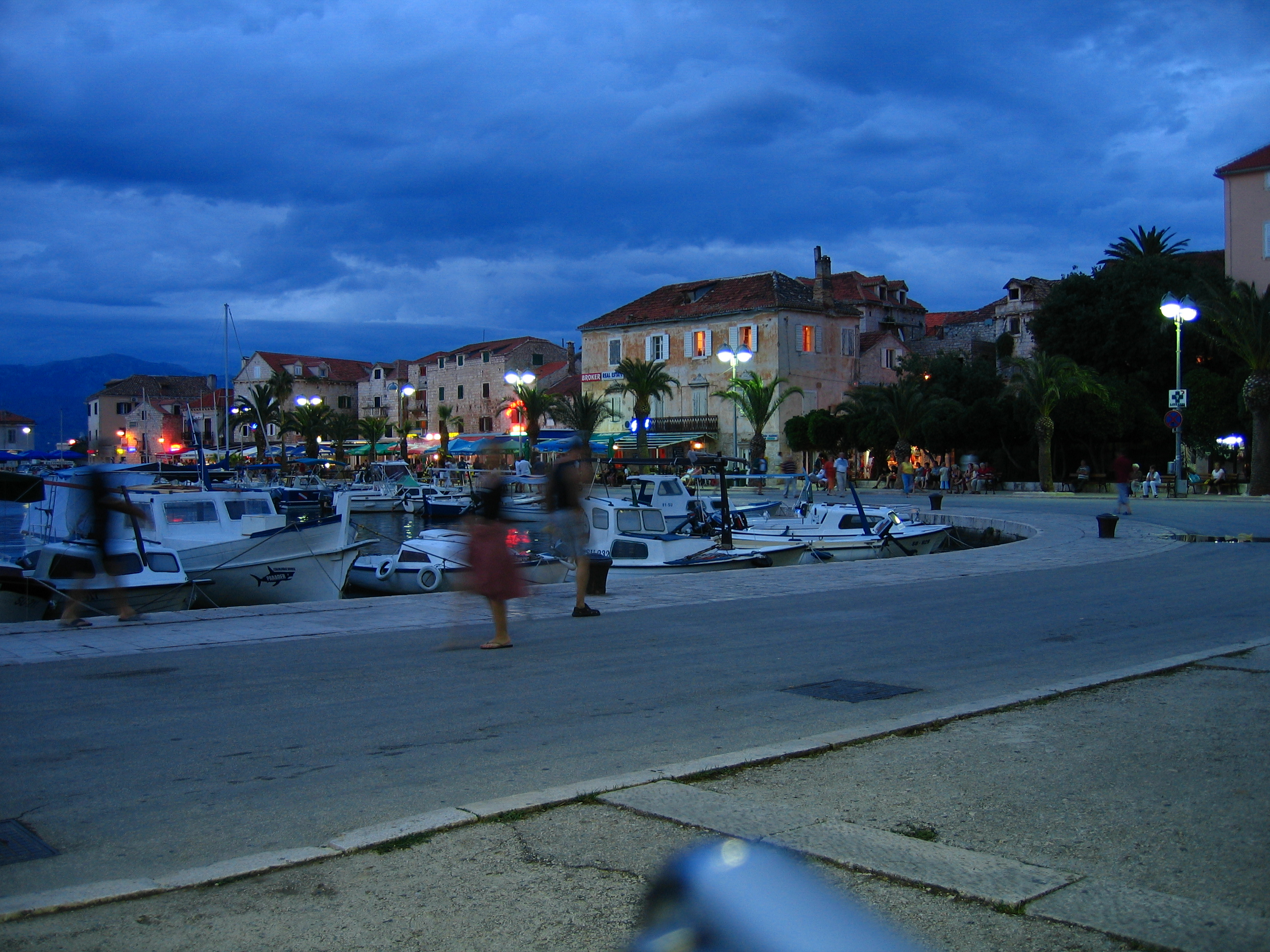
A kikötő este
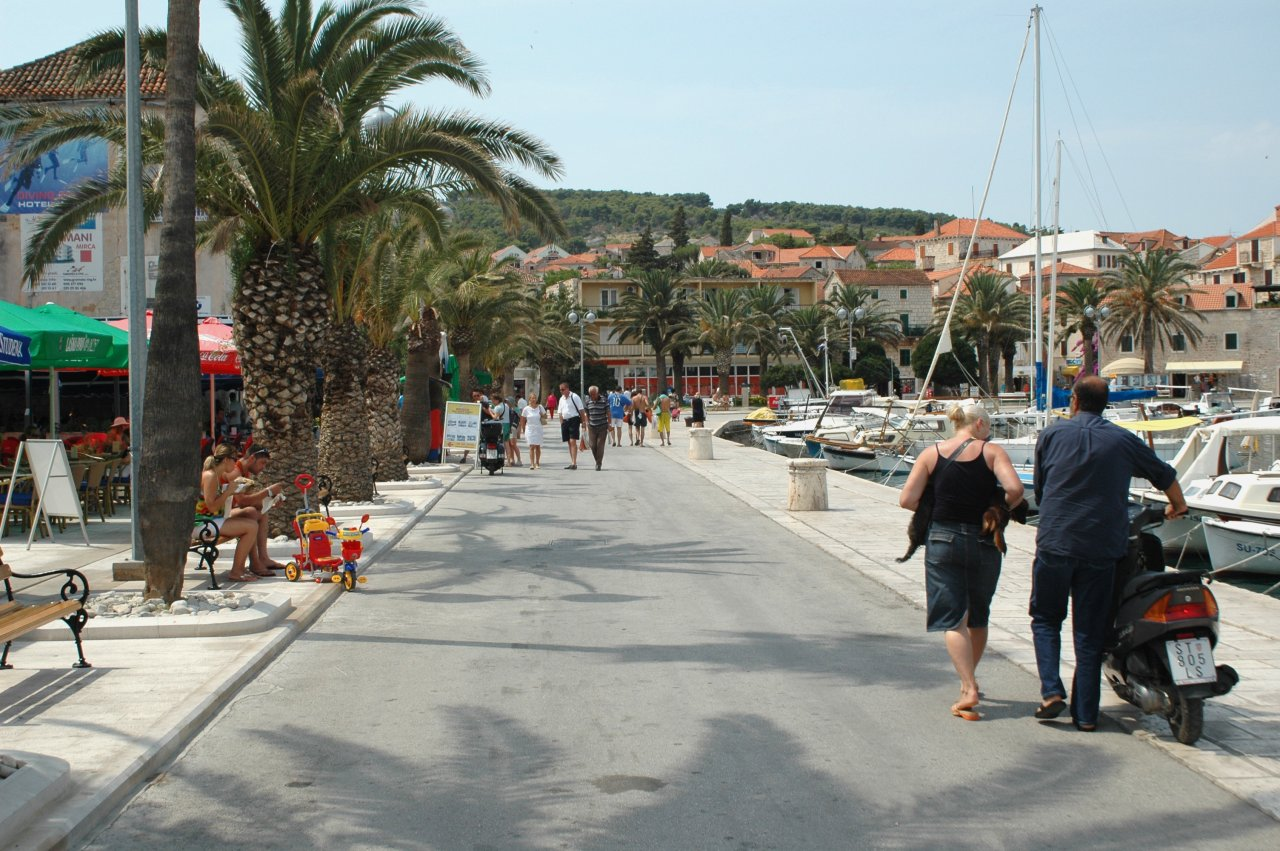
Supetari sétány
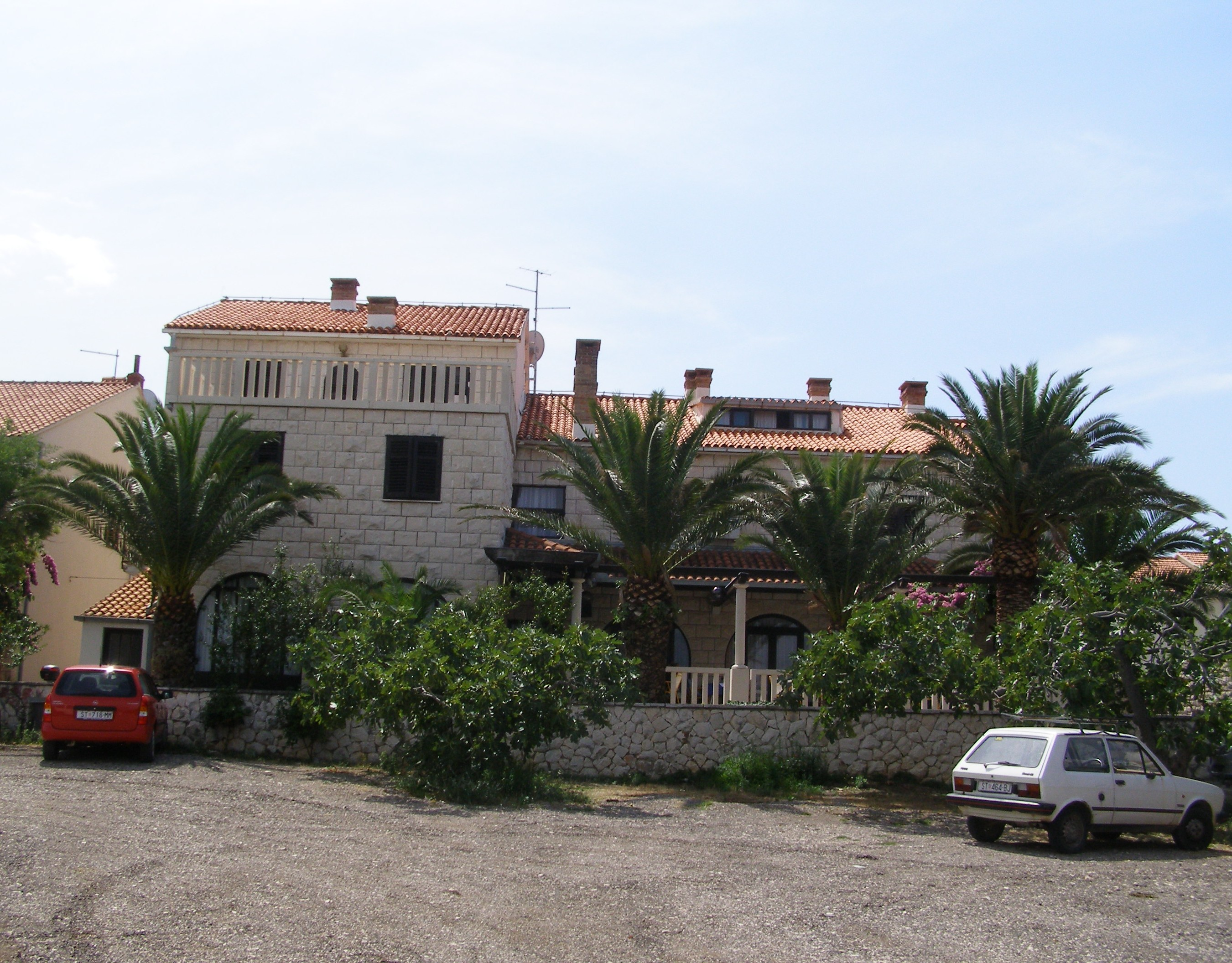
Supetari házak